# Chronica Polonorum (1519)
Ne doit pas être confondu avec Chronica Polonorum.
Chronica Polonorum (français : Chronique des Polonais, polonais : Kronika polska) est un traité sur l'histoire et la géographie de la Pologne, écrit en latin par un érudit polonais de la renaissance (en), Maciej Miechowita. Ce dernier est professeur à l'université Jagellonne, historien, géographe, astrologue et médecin royal du roi Sigismond Ier le Vieux. Chronica Polonorum est publié pour la première fois en décembre 1519,.

## Contenu
La Chronique décrit l'histoire de la Pologne. Elle s'appuie sur les travaux antérieurs de Jan Długosz (latin : Johannes Longinus), en complétant son contenu avec les événements menant à l'accession de Sigismond le Vieux au trône. Bien que la première édition de la Chronique ait été publiée en 1519, elle est confisquée par les autorités. À la suite de l'intervention du Sénat, certains passages sont supprimés et d'autres profondément révisés, car un certain nombre de nobles se sentent offensés par la description hostile de leurs ancêtres. Le livre est republié en 1521 sans les passages offensants concernant les Jagellons et le Primat Jan Łaski. La Chronique de Miechowita devient une source fondamentale de données utilisée dans la création de chroniques ultérieures par Bernard Wapowski (en) et Marcin Kromer, l'auteur de De origine et rebus gestis Polonorum. Miechowita fait republier sa Chronica Polonorum par l'imprimeur Hieronim Wietor de Cracovie. Un traité supplémentaire en trois volumes, écrit par Ludwik Decjusz (Louis Decius), y est ajouté sous les titres De vetustatibus Polonorum liber I, De Iagellonum familia liber II, et De Sigismundi regis temporibus liber III.